# Safia Farkash
Safia Farkash (nascido el-Brasai; Beida, 2 de maio de 1952), é a viúva do antigo líder líbio, Muammar al-Gaddafi e ex-primeira-dama da Líbia, e mãe de sete de seus oito filhos biológicos. De todas as primeiras-damas, cujos maridos foram derrubados na Primavera Árabe (Leila Ben Ali e Suzanne Mubarak), Safia destacou-se pela imensa riqueza independente que possuía, como é relatado cerca de $ 30 bilhões de dólares estadunidenses e sua grande influência na Líbia.
Há duas teorias diferentes sobre sua origem, mas nenhuma foi confirmada, uma vez que, o clã de Safia, ao contrário do clã de Gaddafi, não possuía tanta fama.
A primeira sustenta que ela nasceu em uma família de uma tribo do leste da Líbia, na cidade de Baida, e teria se formado como enfermeira. De acordo com outras fontes, Safia teria nascido em Mostar, Bósnia e Herzegovina (sob o nome Zsófia Farkas), tendo, além disso, origem croata  e húngara.
Safia conheceu Gaddafi enquanto ele estava hospitalizado por apendicite em 1971. Apenas são conhecidos detalhes sobre como foi seu encontro com o ditador, mas no mesmo ano já teria se casado com ele em Trípoli, tornando-se a segunda esposa de antigo líder líbio.
Ela tomou conta do filho que Gadafi teve pelo seu primeiro casamento, Muamar Gadafi. Mais tarde, teve com ela sete filhos. Também adotou uma garota chamada Hana.
Eles viviam juntos no complexo militar de Bab al-Azizia.
Safia ficou com seu marido e sua família durante a Guerra Civil Líbia de 2011, em sua casa em Tripoli. Os governos da França e do Reino Unido lideraram uma rodada de sanções da ONU que congelaram cerca de 18 bilhões de libras em controle estatal e individualmente de Farkash. Em maio de 2011, deu sua primeira entrevista à imprensa por telefone à CNN, apoiando o regime de seu marido.
Em 27 de agosto, quando rebeldes tomaram Tripoli, ela e seus filhos Muamar Gadafi, Hanibal e Aixa (sendo esta última grávida) deixaram o país em um trajeto para a Argélia em comboio de seis blindados Mercedes-Benz através da cidade fronteiriça de Gadamés às 8:45 hora local, como foi confirmado pelo representante da Argélia na ONU.